# П
Slovo П (latinica: P) dio je ćirilične abecede. Najčešće predstavlja bezvučni bilabijalni ploziv /p/. U ruskom jeziku, malo kurzivno ⟨п⟩ pisano je nalik na latinično kurzivno ⟨n⟩. U srpskoj ćirilici, ono se pak piše nalik na latinično kurzivno ⟨u⟩ s crtom – ⟨ū⟩.